# Cima Bocche
Cima Bócche (Cimon de Boche in dialetto predazzano, Cimon de Boce in ladino fassano) è la montagna più alta dell'omonimo gruppo montuoso. Essa è posta nel comune di Moena al confine settentrionale del Parco naturale Paneveggio - Pale di San Martino.

## Laghi
Circa a metà del pendio meridionale si trova un caratteristico lago alpino, dalle acque molto limpide (lago di Bocche). Sul versante ovest, rivolto verso Predazzo, sono situati altri tre piccoli laghetti: i Laghi di Lusia.

## Storia
Durante la prima guerra mondiale, cima Bocche è divenuta un importante centro di combattimenti crudeli, soprattutto nel biennio 1915-1916 in quanto roccaforte austroungarica. Tra luglio e agosto 1915, l'esercito italiano tentò di conquistare la forcella Bocche salendo dai Laghi di Lusia, ma gli austroungarici riuscirono a respingere l'attacco della Brigata Tevere, infliggendo gravissime perdite. Un secondo tentativo si svolse nell'autunno 1915, questa volta dalla forcella Juribrutto: gli italiani giunsero quasi alla cima Bocche, ma dovettero ritirarsi rapidamente per il sopraggiungere di una tormenta di neve.
Ancora visibili sono i resti dei baraccamenti e delle fortificazioni costruite assieme alle numerose postazioni a ferro di cavallo. Alle sue pendici si trova il cimitero militare di Val Minèra, ove sono sepolti i caduti italiani nei combattimenti.

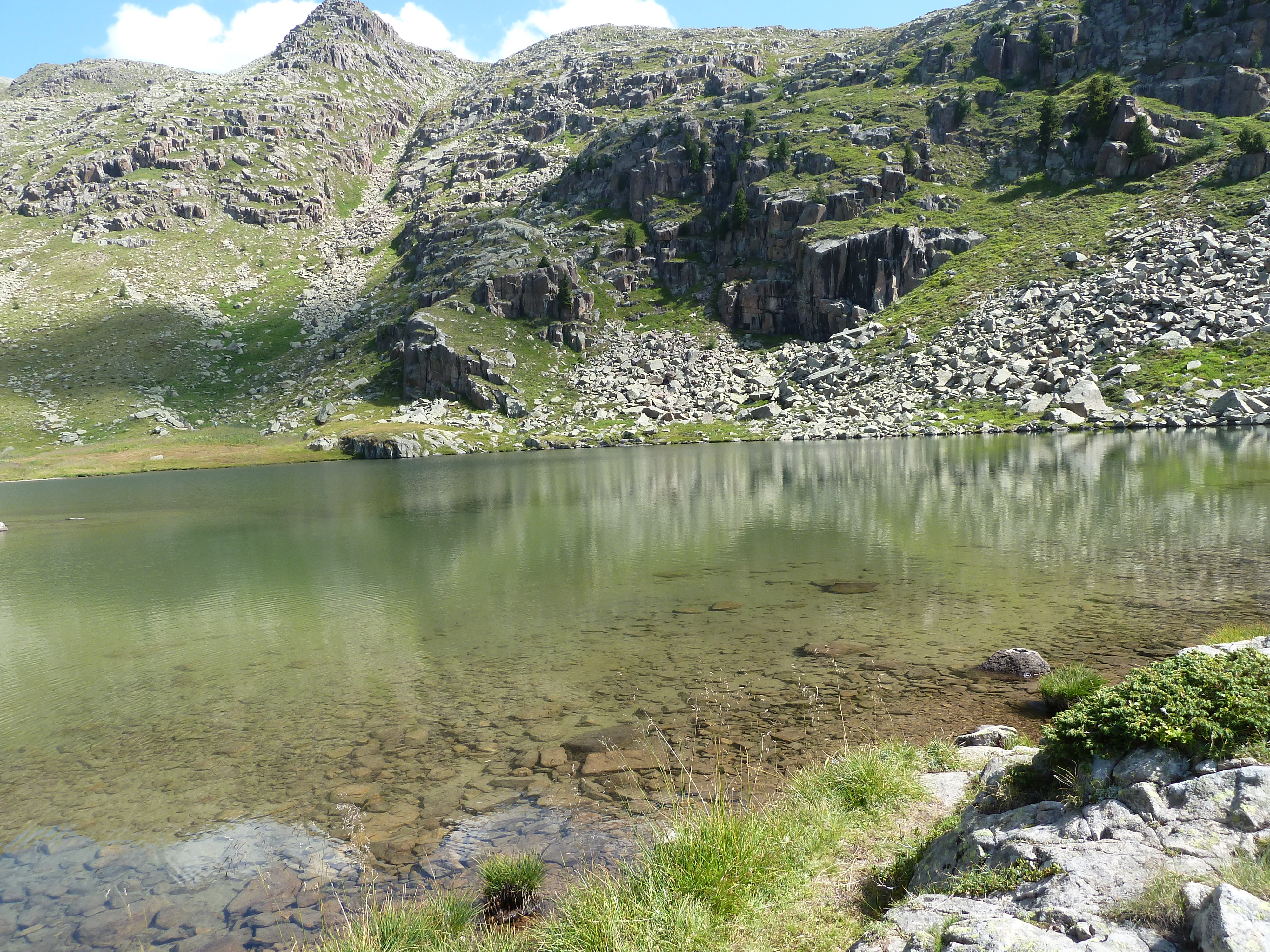
Il lago di Bocche
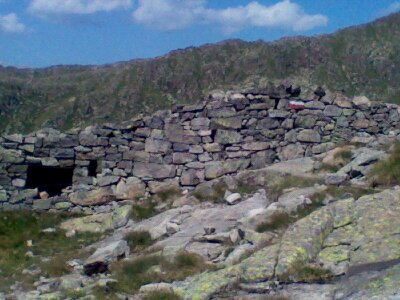
Resti di trincee a cima Bocche
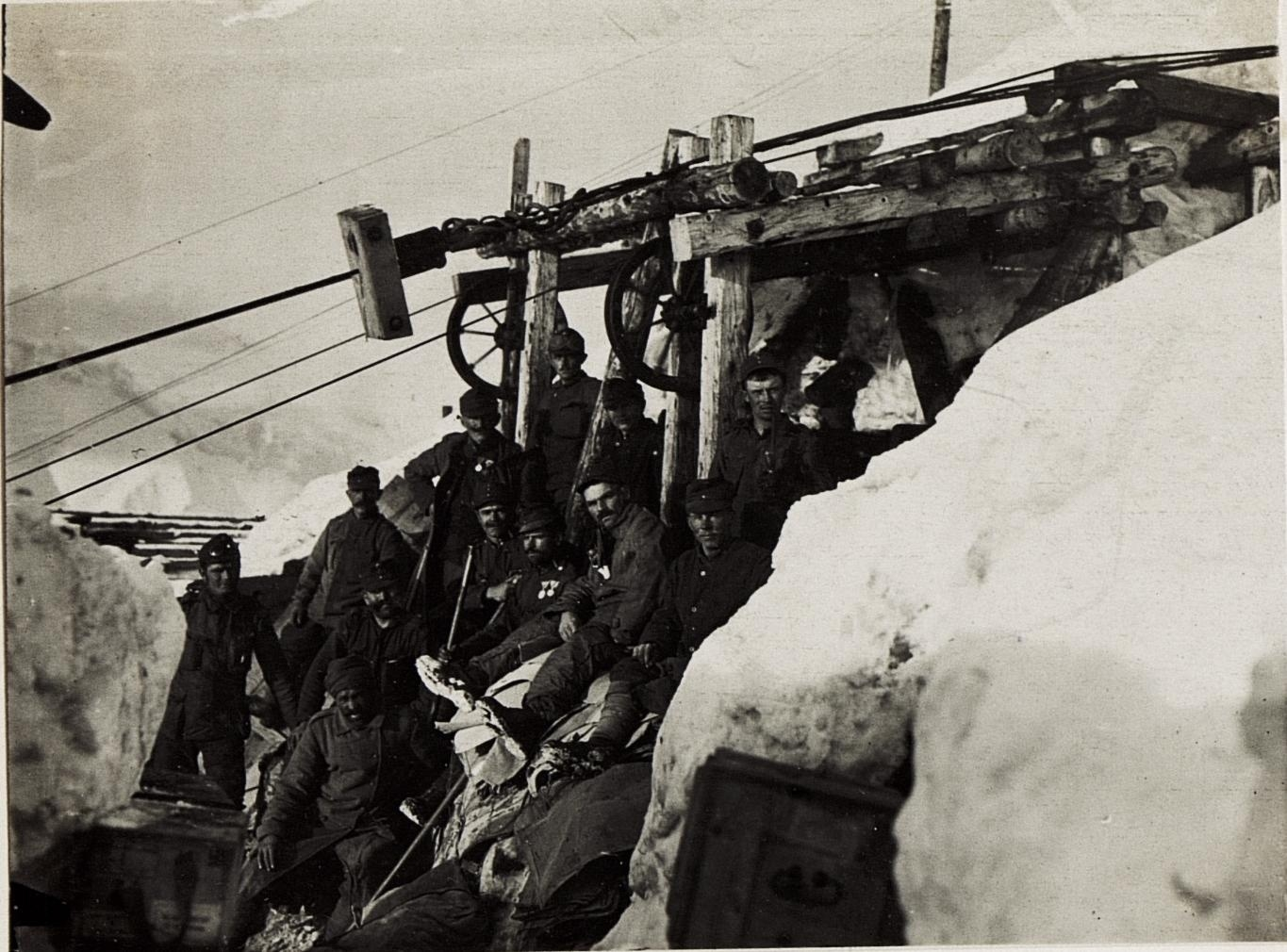
Stazione d'arrivo della funivia austro-ungarica su Cima Bocche
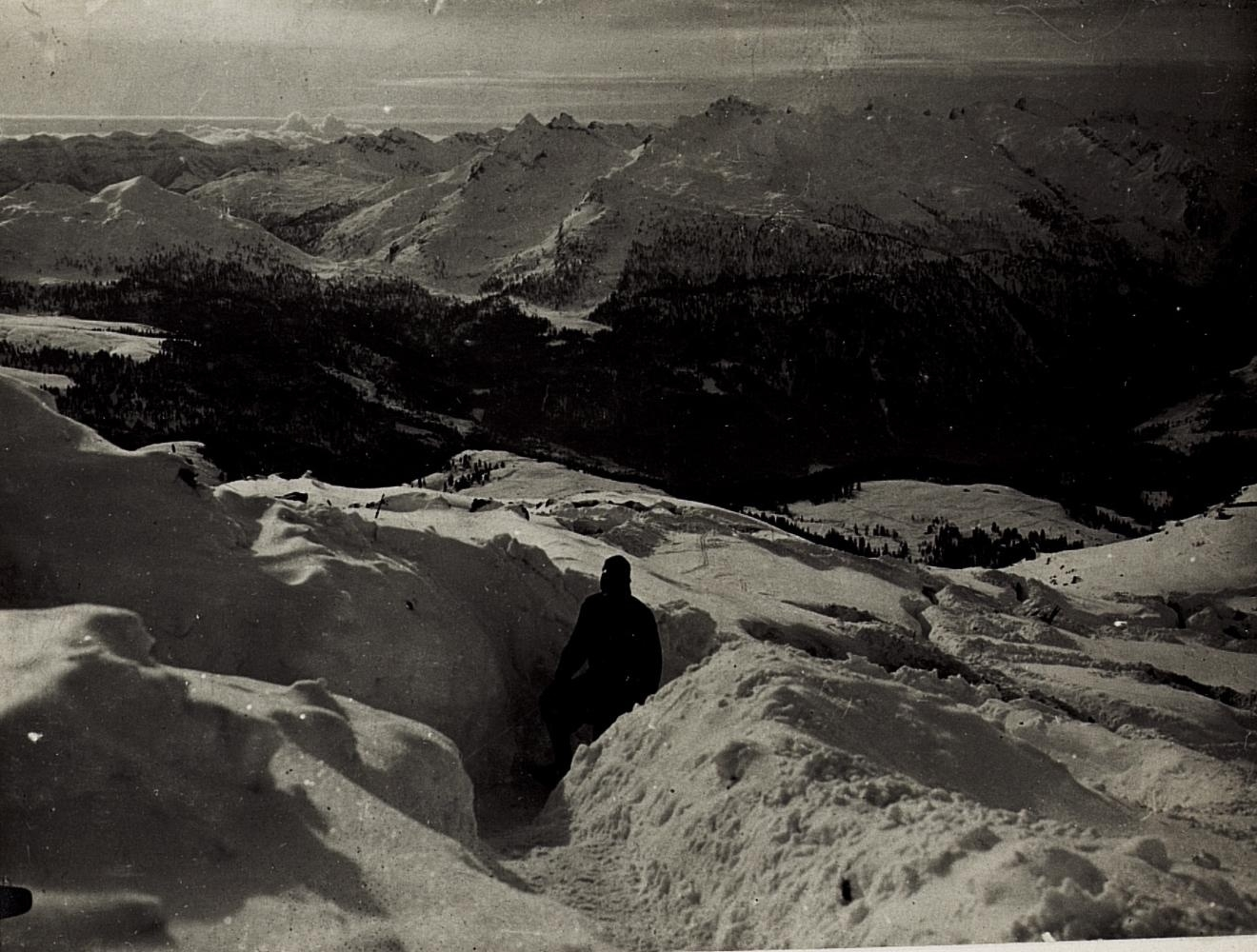
Camminamenti austro-ungarici su Cima Bocche